# Austrolimnophila wilfredlongi
Austrolimnophila wilfredlongi là một loài ruồi trong họ Limoniidae. Chúng phân bố ở miền Australasia.